# 1934 en combiné nordique
| Années du combiné nordique : 1931 - 1932 - 1933 - 1934 - 1935 - 1936 - 1937    |
| Décennies du combiné nordique : 1900 - 1910 - 1920 - 1930 - 1940 - 1950 - 1960 |

Cette page reprend les résultats des différentes compétitions de combiné nordique de l'année 1934.

## Festival de ski d'Holmenkollen
Podium norvégien pour l'épreuve de combiné de l'édition 1934 du festival de ski d'Holmenkollen : elle fut remportée par le norvégien Oddbjørn Hagen devant le vainqueur de l'année précédente, Hans Vinjarengen, suivi par Sverre Kolterud.

## Jeux du ski de Lahti
L'épreuve de combiné des Jeux du ski de Lahti est remportée par le Norvégien Sigurd Røen. Il devance les Finlandais Aarne Valkama et H. Ilvonen.

## Championnat du monde
Le championnat du monde a eu lieu le 13 février à Sollefteå (Suède). Il a été remporté par le Norvégien Oddbjørn Hagen devant ses compatriotes Sverre Kolterud et Hans Vinjarengen.

## Championnats nationaux

### Allemagne
Le championnat d'Allemagne a couronné Alfred Stoll.

### Finlande
Comme l'année précédente, le championnat de Finlande a été remporté par le Finlandais Lauri Valonen. Aarne Valkama, est arrivé en deuxième position. Les autres informations relatives à cette épreuve manquent.

### France
L'épreuve du championnat de France a été remportée par le coureur suisse Heinz Von Allmen, devant Raymond Berthet, champion sortant.

### Italie
Le championnat d'Italie a couronné Severino Menardi pour la deuxième fois consécutive. Il devance Mario Bonnomo et Andrea Vuerich.

### Norvège
Le championnat de Norvège s'est tenu à Porsgrunn, sur le Lidbakken. Il a couronné Hans Vinjarengen, déjà champion en 1929. Sverre Kolterud arriva en deuxième position, suivi par Olav Lian.

### Pologne
Le championnat de Pologne a été remporté par Bronisław Czech, dont c'était là le quatrième titre national.

### Suède
Le championnat de Suède a été remporté par Harald Hedjerson, du club Djurgårdens IF. Comme les deux années précédentes, le club Grycksbo IF a remporté le titre des clubs.

### Suisse
Le championnat de Suisse s'est déroulé à Andermatt. Il a couronné Elias Julen, de Zermatt, qui avait déjà gagné à domicile en 1932.